# وایکاپو (هاوایی)
وایکاپو (به انگلیسی: Waikapu) یک منطقهٔ مسکونی در ایالات متحده آمریکا است که در شهرستان ماویی، هاوایی واقع شده‌است. وایکاپو ۲۸٫۵ کیلومتر مربع مساحت و ۲٬۹۶۵ نفر جمعیت دارد و ۱۴۷ متر بالاتر از سطح دریا واقع شده‌است.